# Bunutan
Bunutan is een bestuurslaag in het regentschap Karangasem van de provincie Bali, Indonesië. Bunutan telt 10.370 inwoners (volkstelling 2010).